# Hszia
Hszia (Xia) kínai hsziungnu (ázsiai hun) állam, amely 407-431-ig, a 16 állam korszakában állt fent a mai Kína területén, Belső-Mongóliában.
Alapítója Helian Bobo. Fővárosa Tongwancheng volt. A város romjait már a 19. században felfedezték, de tényleges kutatások a 21. századig nem folytak a területen, a város neve is csak néhány monográfiában jelent meg.